# Вяжа (хутор)
Вяжа — хутор в Кашарском районе Ростовской области.
Административный центр Вяжинского сельского поселения.

## География

### Улицы
- ул. Восточная,
- ул. Молодёжная,
- ул. Набережная,
- ул. Садовая,
- ул. Центральная.

## История
Хутор Вяжа был образован в конце XVII века. Согласно архивным источникам, в ходе штурма города- крепости Азова особо впечатляющие успехи продемонстрировал казак Егоров, за что Петр I позволил ему поселиться на берегу реки Ольховой. На территории хутора фамилия «Егоров» является достаточно распространенной.
Название хутора скорее всего происходит от названия местной речки Вяжа, которая в прошлом была более полноводной и имеет истоки у возвышенностей образованных древнейшими горными отложениями Донской гряды. На подобных возвышенностях во времена «Дикого поля» стояли сторожевые вышки, которые в восточнославянских наречиях именуются Вежа (так Белая Вежа, или «Казацкая Вежа» «Козацька сигналізація» у запорожских казаков). Само название хутора до начала прошлого века во всех документах (даже в романе «Тихий Дон») писалось как «Вежа». Так в переписи хуторов станицы Мигулинская от 1877 года хутор обозначен как Вежинский и насчитывает 93 двора. Современное название сформировалось в связи с распространенным среди местного населения якающим говором. По другой версии, название произошло от особенностей территории. Между Вяжей и Верхнемакеевкой в низине расположены две балки. По территории одной из них течёт река Ольховая. Раньше эта местность была сильно заболоченной, и история сохранила легенду, будто какой-то казак сказал, что здесь земля очень «вяжет».
На хуторе существовала не сохранившаяся Пантелеймоновская церковь. С 1894 года при ней существовало сельское приходское училище.

## Население
| 2010 |
| ---- |
| 688  |

### Известные уроженцы
- Мрыхин, Дмитрий Карпович (1905—1966), председатель Исполнительного комитета Курганского областного Совета депутатов трудящихся (март 1955 года — 17 апреля 1959 года).